# 少しは私に愛を下さい
「少しは私に愛を下さい」は、1974年9月21日に発売された小椋佳の11枚目のシングル。

## 解説
作詞・作曲は小椋自身、編曲は小野崎孝輔。小椋によると、歌詞は当時若手行員で日本勧業銀行と第一銀行の合併を知る由もなかった彼の恨み節が込められたものだという。詞中の“バラ”は当時の勧銀のトレードマークだったから採ったとも。

## 収録曲
- 両楽曲共に、作詞・作曲：小椋佳

1. 少しは私に愛を下さい（3分19秒）
編曲：小野崎孝輔
2. 残された憧憬（3分37秒）
編曲：星勝

## カバー
- 小野寺昭 - アルバム『ひとりきりの部屋』収録